# 宜良文庙
宜良文庙位于云南省昆明市宜良县匡远街道匡山东路148号，始建于明正德四年（1509年），清乾隆五十年（1785年）迁今址。现存大同门、泮池、文明坊、大成殿、崇圣祠、尊经阁。大成殿坐北向南，五开间，单檐歇山顶建筑。2012年1月7日公布为第七批云南省文物保护单位。